# Procura (ordinamento civile italiano)
La procura, nell'ordinamento civile italiano, è l'atto giuridico, rivolto ai terzi, con cui un soggetto (detto rappresentato) conferisce il potere di compiere atti giuridici in suo nome e nel suo interesse ad un altro soggetto (detto rappresentante); gli effetti di questi atti giuridici saranno direttamente imputati al rappresentato stesso. Il termine vuole indicare anche il documento con cui è possibile provare l'esistenza dell'atto giuridico di procura. Secondo alcuni autori, la procura ha natura di negozio giuridico unilaterale recettizio.

## Conferimento e forma della procura
La procura può essere conferita oralmente, risultare da comportamenti concludenti o da un documento scritto. In generale, però, l'art. 1392 del codice civile detta una regola che si può chiamare di congruità: la procura deve osservare i requisiti di forma prescritti per l'atto che il rappresentante deve compiere.
Quale esempio di procura risultante da comportamenti concludenti, è possibile pensare al caso di un commesso di un negozio preposto alla vendita dall'imprenditore. In questo caso, il commesso può compiere gli atti che ordinariamente comporta la specie delle operazioni di cui è incaricato. Gli effetti degli atti compiuti dal commesso, in virtù della rappresentanza, saranno direttamente imputati all'imprenditore che lo ha preposto alla vendita.

## Oggetto della procura
L'oggetto della procura è, in generale, il compimento di uno o più atti giuridici. Se si tratta di atti specificati, la procura è detta «speciale». Se invece la procura si estende a tutti gli affari del rappresentato (o ad una categoria di affari), prende il nome di «generale». Di regola, in quest'ultimo caso, i poteri di rappresentanza si limitano ai soli atti di ordinaria amministrazione. Nella cosiddetta «procura alle liti», il rappresentato conferisce al rappresentante i poteri di rappresentanza tecnica, in sede di giudizio.

## Estinzione della procura
In linea generale, la procura si estingue con il compimento, da parte del rappresentante, degli atti per cui era stata conferita la procura; con la morte del rappresentante o del rappresentato; con la revoca da parte del rappresentato; con la rinunzia da parte del rappresentante o con il fallimento del rappresentato.

### Procura apparente
Si parla di procura apparente laddove un soggetto si comporti come rappresentante di un altro soggetto, senza potere, ma il modo con cui esercita tale potere e la colpa del falsamente rappresentato induce i terzi a far affidamento sulla situazione solo apparente, vincolando il falsamente rappresentato al negozio concluso dal rappresentante.

### Rappresentanza senza potere (falsus procurator)
Al di fuori dei summenzionati casi di procura apparente, un contratto stipulato da un rappresentante privo di potere o che agisca eccedendo i poteri a lui conferiti, è inefficace (art. 1398, codice civile). Il rappresentato può però, tramite una ratifica, sanare l'atto compiuto senza poteri in suo nome (art. 1399, codice civile).

## Approfondimenti
Qualunque sia la natura giuridica della procura (atto o negozio giuridico, se sia rivolto a terzi o indirizzato al rappresentante, ecc.), non è possibile comprenderne esattamente la funzione senza menzionare il cosiddetto «rapporto interno» (o rapporto di gestione, o ancora rapporto di base), al quale la procura normalmente si aggancia, e che regola i rapporti fra il rappresentante e il rappresentato. Tale rapporto di gestione ha normalmente origine nel mandato, in un contratto di agenzia, o ancora in un rapporto di lavoro subordinato o d'opera professionale. In questa costruzione teorica, il rapporto di gestione avrebbe natura autonoma rispetto alla procura e costituirebbe anche una specifica causa di estinzione della procura stessa.

### Riferimenti normativi
- Codice Civile